# Xã Hudson, Quận Edmunds, South Dakota
Xã Hudson (tiếng Anh: Hudson Township) là một xã thuộc quận Edmunds, tiểu bang Nam Dakota, Hoa Kỳ. Năm 2010, dân số của xã này là 43 người.